# Neosqualodon
A neosqualodon a fogascetek kihalt neme, amely a közép-miocénben (langhei korszak) a mai Olaszország területén élt. Fosszíliáikat – főleg fogakat és állkapcsokat – a szicíliai Ragusa-formációban találták meg, a maradványok robusztusabbak és rövidebbek, mint a rokon Squalodon neméi. Két faj ismert: N. assenzae és N. gemellaroi, amelyeket a fogak alakja különböztet meg. A leletek vizsgálata alapján úgy tűnik,  hogy a neosqualodon a késő oligocénben a Földközi tenger endemikus neme volt.

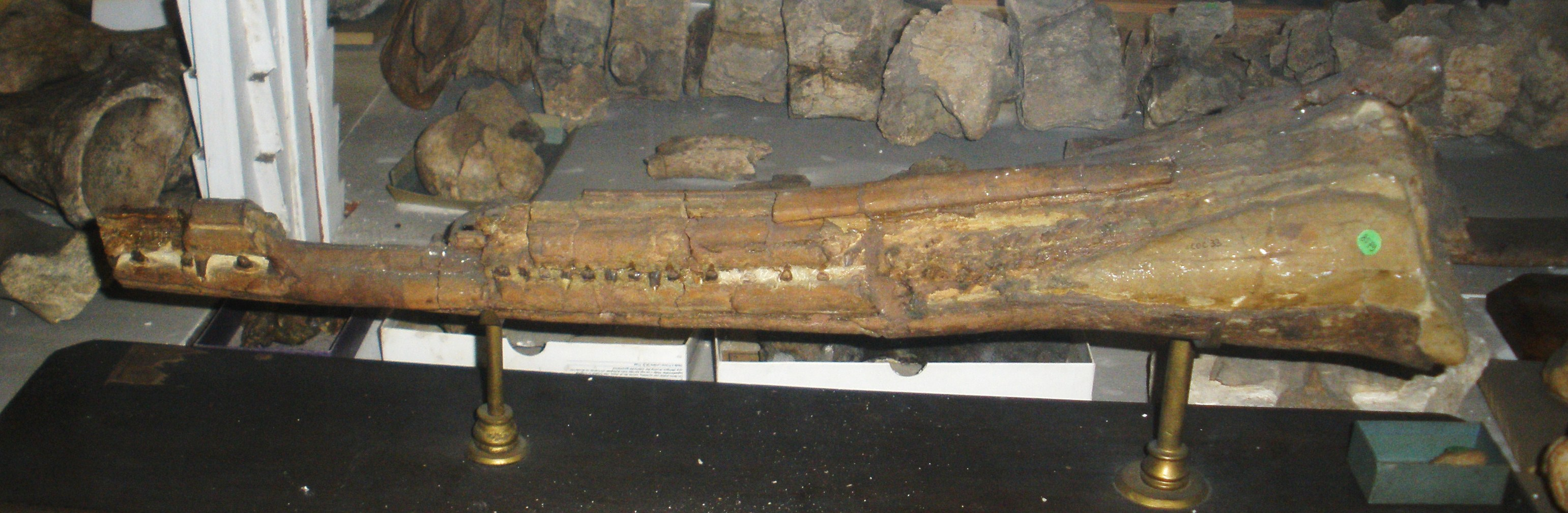
Állkapocs

## Fordítás
Ez a szócikk részben vagy egészben  a   Neosqualodon című angol Wikipédia-szócikk ezen változatának fordításán alapul.  Az eredeti cikk szerkesztőit annak laptörténete sorolja fel. Ez a jelzés csupán a megfogalmazás eredetét és a szerzői jogokat jelzi, nem szolgál a cikkben szereplő információk forrásmegjelöléseként.
 